# Демиховский, Ефим Ильич
Ефим Ильич Демиховский (литературный псевдоним Гордей Немилов; 10 мая 1901, Щедрин, Минская губерния — 15 июля 1995, Днепропетровск) — советский микробиолог, доктор биологических наук (1942).

## Биография
Поступил в Виленскую гимназию, которая в 1915 году была эвакуирована в Екатеринослав. С этого времени его судьба была тесно связана с этим городом. На должности корреспондента газеты «Красный боец» принимал участие в боях на Южном фронте. В 1920-е годы работал ответственным секретарём екатеринославской газеты «Грядущая смена» и её литературного приложения «Молодая кузница». Вместе с М. Светловым и другими молодыми поэтами (сам писал стихотворения под псевдонимом Гордей Немилов) был направлен на 1-й Всероссийский съезд писателей и поэтов.
После окончания Екатеринославского медицинского института (1924) и административно-санитарных курсов в Харькове (1925) работал санитарным врачом, а затем — заместителем директора Крымского Пастеровского института. В 1935—1938 — ассистент кафедры микробиологии 1-го Московского медицинского института. В 1938—1947 — зав. кафедрой микробиологии в Алма- Атинском медицинском институте.
Начиная с 1947, в течение 25 лет заведовал кафедрой микробиологии Днепропетровского медицинского института. В 1972—1975 и в 1983—1986 — работал на кафедре микробиологии Днепропетровского государственного университета.
В 1939—1956 — член правления Всесоюзного общества микробиологов, эпидемиологов и инфекционистов, в 1965—1970 — ответственный редактор межведомственного сборника научных трудов «Антибиотики».
Автор 120 научных трудов.